# 900-летие Крещения Руси

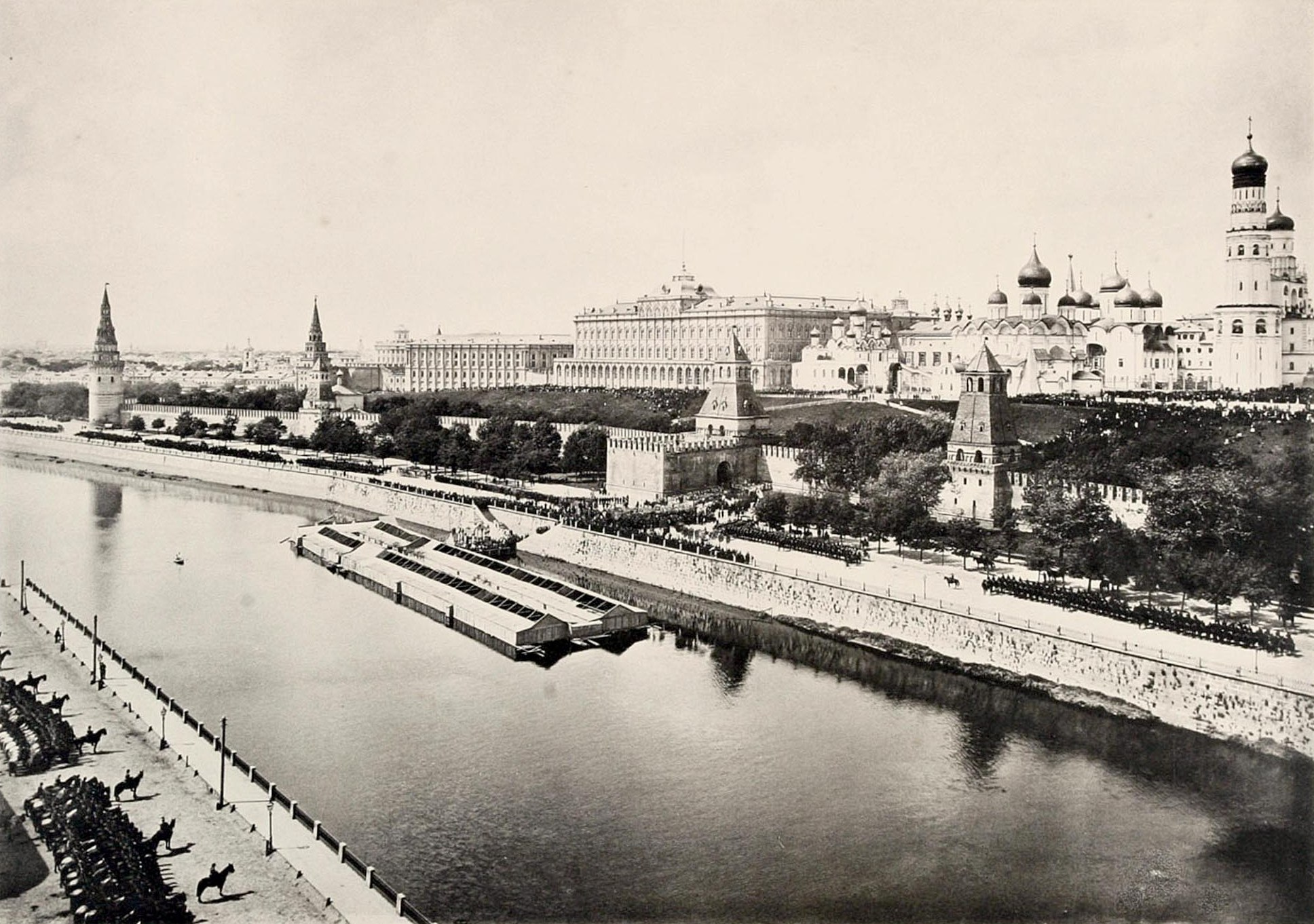
Празднование 900-летия крещения Руси 15 июля 1888. (Предположительно, снято с колокольни Св. Софии)

900-летие Крещения Руси, Празднование девятисотлетия крещения русского народа — церковно-государственные и общественные мероприятия, проводившиеся в Российской империи летом 1888 года, посвящённые 900-летней годовщине принятия христианства Русью. Центром торжеств стал Киев, где празднование длилось с 11 по 17 июля. Помимо Киева, центрами празднования стали также Санкт-Петербург и Москва. Кульминация празднеств пришлась на 15 июля. Торжественно отмечался этот день в тех городах Российской империи, которые имели отношение к жизни и деятельности равноапостольного князя Владимира: Херсонес, Новгород, Владимир-Волынский, Овруч, Луцк. В каждом крупном городе состоялись торжества по заранее выработанному сценарию, размах которых зависел от возможностей местных властей. При городской думе, как правило, организовывалась специальная комиссия, которая рекомендовала и предоставляла различные предложения по поводу организации праздника. Одесса, Харьков, Севастополь, Калуга, Вильно широко праздновали 900-летие. В провинциальных городах как правило, мероприятия, главным из которых был крестный ход, проводились только 15 июля, остальные же дни заполнялись церковными действами.
900-летие крещения Руси было отпраздновано в Российской империи с большой пышностью и стало одним из крупнейших общественных событий правления Александра III. Повсеместно напечатанные и распространённые, особенно в учебных заведениях, жития святого равноапостольного князя Владимира, повсюду установленные его иконы, масса отреставрированных и выстроенных новых храмов по всей стране должны были подчеркнуть значимость юбилея. Чествование этой даты продолжило линию проведения религиозных юбилеев, широко отмечавшихся в ту эпоху.
В честь юбилея были заложены ряд православных храмов — Владимирский собор (Воронеж), Князь-Владимирская церковь (Иркутск), Собор Святого Владимира (Астрахань), Княже-Владимирский собор (Саратов) и другие.

## Подготовка
Идея отпраздновать 900-летие крещения русского народа впервые прозвучала в санкт-петербургском Славянском благотворительном обществе. Ещё в октябре 1885 года Советом общества был представлен общему собранию организации доклад о необходимости торжественного празднования этой даты. Практически одновременно идея о необходимости чествования юбилея крещения Руси была высказана митрополитом Киевским и Галицким Платоном (Городецким), представившим Святейшему Синоду свой проект празднества в 1886 году. Идея митрополита Платона с 1886 года активно поддерживалась Киевской городской думой и особенно — Санкт-Петербургским благотворительным обществом, возглавляемым министром внутренних дел Николаем Павловичем Игнатьевым, которое стало добиваться чтобы празднование было не только киевским, но и всероссийским.
Вместе с тем возникли и сомнения в уместности подобного торжества. В месяцеслове Русской церкви не было и нет праздника в честь введения христианства на Руси. Более того, даже праздник всех святых, в земле Российской просиявших прекратил отмечаться с началом Синодального периода. Сам акт крещения Руси ранее всегда был на втором плане и дополнял смысл празднования «Происхождения честных древ Животворящего Креста Господня» (1 августа).
Не было ясности и с датой и местом крещения князя Владимир. Летописи оставляли открытым вопрос, в каком же храме Херсонеса Таврического (Корсуни) крестился Владимир. Например, Лаврентьевская летопись говорит о крещении Владимира в церкви святого Василия, Ипатьевская — в церкви святой Софии, Софийская первая — в церкви святого Якова, Львовская летопись — в церкви Богородицы. Отнюдь не очевидно, что крещение вообще произошло в Корсуни. Профессор Евгений Голубинский писал: летописная легенда — «выдумка, с одной стороны, пожалуй, затейливая, а с другой стороны, вовсе несостоятельная, чтобы не сказать более, с которой серьёзной науке пора… расстаться». Сомнения Голубинского имели научные основания. В. Г. Васильевский, анализируя известия византийского историка конца X века Льва Диакона и арабского историка второй половины XIII века ал-Макина, заключил, что Корсунь был взят русскими в начале 989 года. В. Р. Розен, привлёкший для решения этой проблемы сведения сирийского историка, пришёл к такому же мнению. Вследствие подобных публикаций в 1880-е годы развернулась научная дискуссия. П. Г. Лебединцев и А. И. Соболевский доказывали правильность даты «Повести временных лет».
Тем не менее, предстоящий юбилей Крещения Руси получил поддержку в верхах. Обер-прокурор Святейшего Синода Константин Победоносцев, ставший горячим сторонником празднества, заявил, что 900-летие Крещения Руси является настолько выдающимся юбилеем, что его следует признать событием не только для православной Руси, но и для всего православного мира, а заодно указать и на то, что «празднество совершалось в пору спокойного течения нашей общественной и политической жизни среди трудов над развитием экономических, общественных и государственных сил страны под охраной единой правящей высочайшей воли, в соответствии с настроением времени».
17 февраля 1888 года последовало решение Святейшего Синода о проведении 900-летия крещения Руси. Главным днём мероприятий объявлялось 15 июля — церковной памяти князя Владимира, крестителя Руси. Постановление утверждало обязательный церковный порядок празднования, признавая непременными специальные мероприятия не только 15, но и 14 июля. С этого времени начались приготовления. Активные приготовления к празднику развернулись в мае после майского повеление императора Александра III, напечатанное во всех ведущих газетах 20 июня:

Государь Император Высочайше повелеть соизволил: к празднованию события девятисотлетия крещения Русского народа привлечь все воинские части, освободить их в сей день от занятий. Участие войск в торжестве будет заключаться в расположении их в местах квартирования шпалерами по одну сторону пути следования крестного хода местного кафедрального причта, а в лагерях — военного для освящения.

При прохождении крестного хода войскам будет отдана установленная честь, музыка исполнит гимн «Коль славен», и при погружении креста в воду — последует салют в 101 выстрел.
Торжественное празднование 900-летия Крещения Руси было назначено на лето 1888 года и официально должно было продлиться несколько дней. Крестный ход с участием войск повсеместно стал неотъемлемой частью сценария торжеств 15 июля. Примерно к 10 июля сценарии торжеств были разработаны окончательно. В Санкт-Петербурге программу торжества обнародовали в конце июня, но она, впрочем, ещё незначительно дополнилась. В Москве порядок чествования, утверждённый митрополитом Московским и Коломенским Иоанникием (Рудневым), был 7 июля объявлен приходскому духовенству Московской духовной консисторией. В Киеве окончательный план выработало городское управление 9 июля, при этом юбилейные мероприятия решено было начать на несколько дней раньше, чем в других городах. В других крупных городах при городской думе, как правило, организовывалась специальная комиссия, которая рекомендовала и предоставляла различные предложения по поводу организации праздника, размах которых зависел от возможностей местных властей. Обычно городские думы урезали предложения комиссий, сокращая расходы на проведение торжеств. К торжествам в Киеве и во многих других городах были отреставрированы и достроены многие храмы.
Массовые торжества по мысли устроителей должны были носить прежде всего религиозный характер и не предполагались для развлечения публики. Один из представителей московского духовенства предписывал: «Остережёмся ото всех по преимуществу публичных более соблазнительных увеселений и развлечений как несообразных и унижающих светлость и глубокое значение дня, предохраняя от них, по чувству христианской любви, друг друга».
Вместе с тем, обывателя торжества застали врасплох. До 15 июля в обществе царило недоумение, как по поводу проведения самих торжеств, так и по поводу характера самого празднования. Связано это было с тем, что до последнего момента почти в каждом городе вопрос о статусе отмечаемого события оставался открытым. Например, в Петербурге, как сообщал журнал «Гражданин» «хозяева фабрик обращались к градоначальнику с вопросом, работать или не работать; торговцы спрашивали друг друга, торговать или не торговать; разные общественные учреждения задавали себе вопрос, быть открытыми или закрытыми». Киевские приказчики и приказчицы отправили 13 июля, то есть всего за два дня до главного дня торжеств, следующее письмо на имя городского головы: «Не имея почти никогда ни праздника, ни отдыха, приказчики и приказчицы города Киева обращаются к вам, прося ходатайствовать, чтобы во время торжественных дней 15, 16, 17 июля возможно и нам, несчастным, участвовать в богослужении, крестном ходе, так и на всех остальных увеселениях и поэтому, чтобы магазины, лавки и мастерские в эти три дня вовсе не открывались». В конце концов вопрос этот на местах в основном разрешился только за три-четыре дня до начала основных торжеств.

## Празднование

### Киев

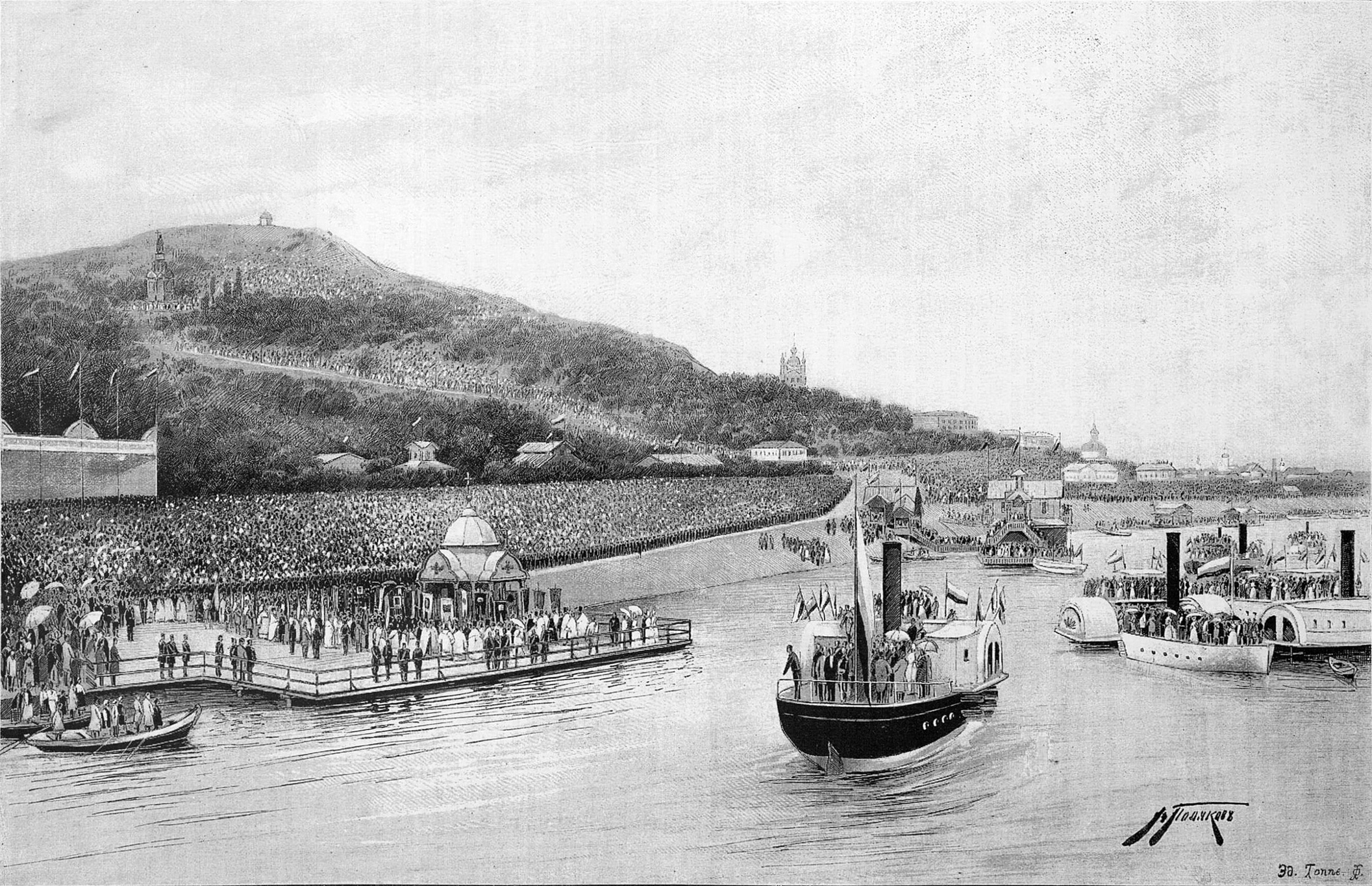
Празднование 900-летия Крещения Руси в Киеве. Молебствие на реке Днепре с водоосвящением

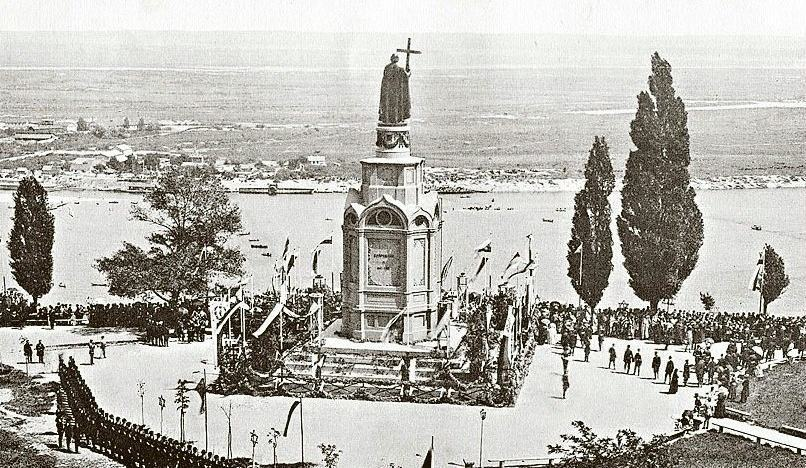
Памятник святому равноапостольному князю Владимиру. Крестный ход. Киев, 15 июля 1888 года

Празднество 900-летия с самого начала предполагало большое количество гостей, прежде всего паломников. Церковная сторона праздника вырабатывалась в духовном ведомстве под наблюдением митрополита Киевского и Галицкого Платона (Городецкого), а киевское городское управление ассигновало на торжества десять тысяч рублей. Ежегодно Киев посещало свыше 150 тысяч богомольцев, а столь примечательное событие привлекло повышенное внимание с их стороны.
Праздник, по мысли организаторов, объединял в себе весь православный мир, главным действующим лицом которого должна была стать Россия и её история, особую роль в которой сыграл князь Владимир. Славян старались привлечь на все значительные праздничные церемонии. Председатель Славянского благотворительного общества граф Игнатьев добился у правления Юго-Западных железных дорог необходимого количества билетов первого класса для иностранных гостей, намеревавшихся прибыть в Киев.
Основная масса гостей стала стекаться в Киев после 10 июля. К этому же времени прибыли и наиболее почётные гости, и гости из-за рубежа, среди которых выделялись митрополит Сербский Михаил (Йованович) и митрополит Черногорский Митрофан (Бан). Кроме них из духовных лиц ко дню празднеств прибыли: архиепископ Кишинёвский и Хотинский Сергий (Ляпидевский), архиепископ Рязанский и Зарайский Феоктист (Попов), епископ Нижегородский и Арзамасский Модест (Стрельбицкий), епископ Новгород-Северский Афанасий (Пархомович), епископ Ладожский Митрофан (Невский), епископ Дмитровский Мисаил (Крылов), епископ Горийский Александр (Окропиридзе), настоятель греческой церкви в Петербурге архимандрит Неофит (Пагида); настоятель церкви Иерусалимского подворья в Москве архимандрит Арсений, настоятель Задонского монастыря архимандрит Прокопий (Тенеровский), ректор Могилёвской духовной семинарии архимандрит Николай (Зиоров), ректор Минской духовной семинарии протоиерей Александр Конский; кафедральный протоиерей Каменец-Подольский протоиерей Донорович; профессор церковной истории в Новороссийском университете протоиерей Василий Войтовский и многие другие.
Из светских лиц на празднование прибыли: обер-прокурор Святейшего Синода К. П. Победоносцев, председатель славянского благотворительного общества граф Н. П. Игнатьев, петербургский губернский предводитель дворянства граф Алексей Бобринский, управляющий Синодальной канцелярией Владимир Саблер, попечитель Харьковского учебного округа Николай Воронцов-Вельяминов, попечитель Московской женской учительской семинарии князь Голицын, князь Н. Е. Мелецкий, граф Д. А. Морков, князь Гагарин, витебский губернатор князь Василий Долгорукий, профессор Санкт-Петербургского университета Владимир Ламанский, профессор Московского университета Алексей Павлов, профессор Варшавского университета Дмитрий Самоквасов и Платон Кулаковский и другие.
Многие города и учреждения в России прислали в Киев свои депутации. Кроме русских прибыли разделить радость с Киевом и Россией многие из-за рубежа; сербы: генерал Савва Груич, бывший сербский посланник в Петербург Милослав Протич, представители бухарестского Славянского общества Никола Пашич и Летич, профессор главной школы в Белграде Панта Сречкович, Стоян Протич, братья Иличи, Михайлович, Сима Симич, Шечович, Маркович; болгары: Драган Цанков и его брат Константин Цанков, Стефан Бобчев и Михаил Маджаров, бывшие директорами в Восточной Румелии, первый правосудия, второй финансов, поэт Иван Вазов, бывший секретарь министерства иностранных дел Александр Людсканов, Миляров — редактор газеты «19 февраля», бывший депутат народного собрания Бричков и капитан Бахчеванов; чехи: доктор медицины Борвич, редактор-издатель чешских «Новинъ» Кортский; словаки: Мудров, Пиетор, редактор «Народных Новинъ» Гурбан Ваянский; русские из Галиции: издатель газеты «Червоная Русь» Осип Марков, редактор юмористического листка «Страхопуд» и журнала «Беседа» Осип Мончаловский, Иероним Луцык, Иван Левицкий и 18 крестьян; румыны: Костафору — редактор газеты «Эпоха», князь Стефан Вогородис (племянник Алекопаши), архимандрит Конон (Арамеско-Донич), Вентура, Самаров, Луготерас. В частности, приехали два православных японца — Клемент Намеда и Сергей Сюзи, приехавшие в Киев за счёт русской духовной миссии в Японии для окончания богословского образования. Помимо японцев особенно приковывала к себе внимание депутация из Абиссинии, сведения о которой распространялись в прессе. Сопровождал депутацию известный авантюрист Николай Ашинов, который проник в Абиссинию и привёз оттуда нескольких монахов, принятых лично Александром III.
Согласно церемониалу, утверждённому Святейшим Синодом, празднование юбилея началось 11 июля, в день памяти или преставления святой равноапостольной княгини Ольги. На этот день назначено было торжественное служение в Десятинной церкви, у гробницы св. Ольги — Литургия и после Литургии панихида по всем киевским князьям и княгиням древнего периода русской истории, содействовавшим распространению и утверждению христианства в России, и погребённым в Киеве.

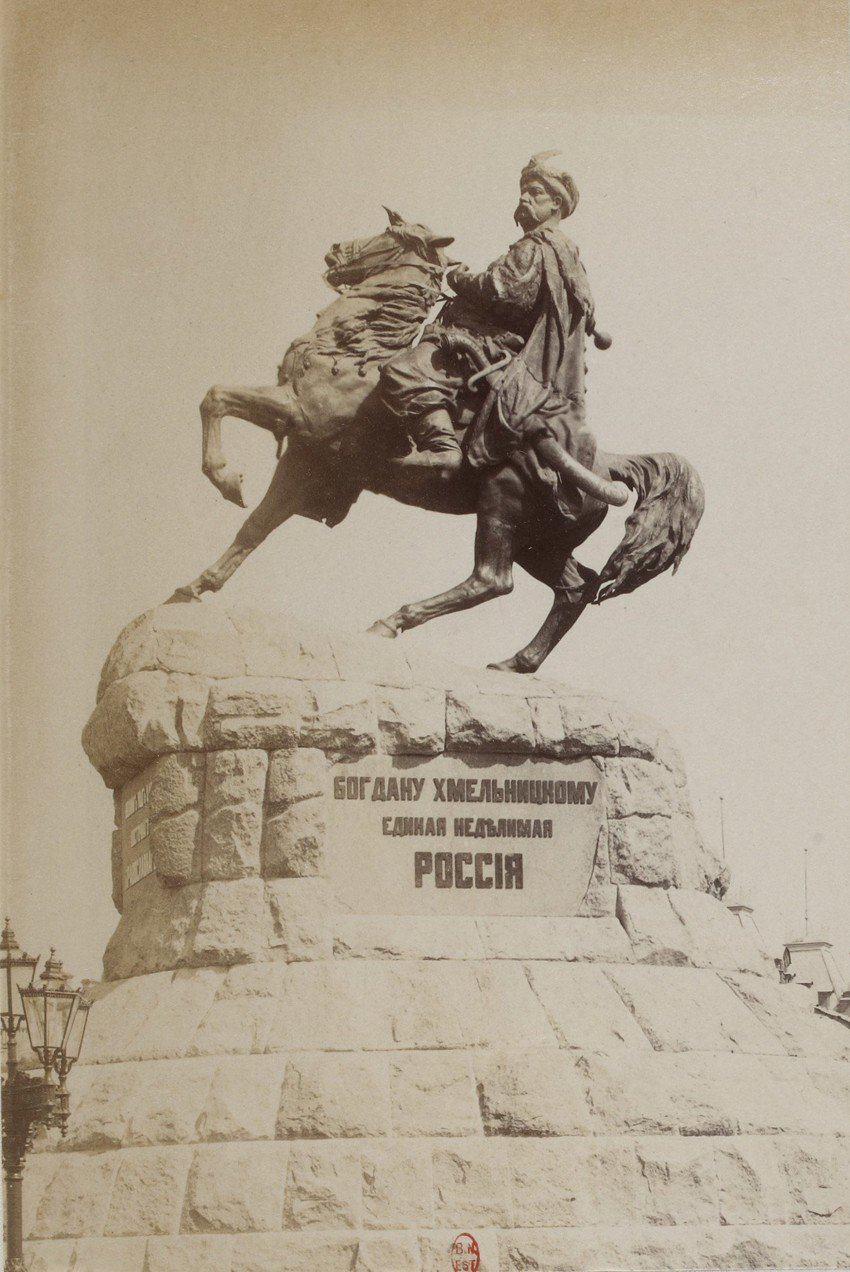
Памятник Богдану Хмельницкому, конец XIX века

В тот же день состоялось открытие памятника Богдану Хмельницкому. По этому случаю церковное торжество дня было разделено на две половины: были торжественная Литургия и панихида, во-первых, в Софийском соборе, во-вторых, в Десятинной церкви. Чтобы дать желающим принять участие в обоих торжествах, благовесть к Литургии в Софийском соборе назначена была в 8 часов утра, а в Десятинной — в 10 часов. За Литургией следовала панихида по Зиновию Богдану Хмельницкому. Для её совершения прибыл в собор митрополит Платон. Совершив панихиду, митрополит вместе с епископом Чигиринским Иероним (Экземплярский), соборным духовенством и некоторыми из приезжих протоиереев с крестным ходом выходили на Софийскую площадь для освящения и окропления памятника.
Когда памятник был открыт, митрополит Платон, обратившись к присутствующим, произнёс небольшую речь, в которой, указывая на заслуги Хмельницкого, выразил пожелание, чтобы каждый из сынов России посвятил все свои силы на благо нашего дорогого Отечества. По окончании речи митрополита церковная процессия направилась обратно в собор, а на площади начался парад войск, которые были пропущены церемониальным маршем.
Во второй день торжества, 12 июля, — день мученической кончины Феодора варяга и Иоанна, пострадавших при Владимире, когда он служил ещё языческим богам, происходило торжественное богослужение в великой церкви Киево-Печерской Лавры. Литургию совершал митрополит Платон, в сослужении с митрополитом Сербским Михаилом и епископом Нижегородским Модестом, соборно с отцом-наместников Лавры и старейшими из лаврской братии.
По окончании Литургии отслужена была панихида по митрополитам древнего периода Русской Церкви, содействовавшим насаждению и утверждению христианства в России.
13 июля, в среду, на третий день торжества, была совершена архиерейским служением Литургия в церкви святителя Христова Николая на Аскольдовой могиле, по прибытии туда крестного хода из Киево-Николаевского монастыря. В крестном ходе приняло участие духовенство трёх монастырей: Киево-Никольского, Выдубицкого и Троицкого, духовенство военного собора и приходских церквей, находящихся в Печерской части города Киева.
На четвёртый день, 14 июля, утром не было назначено торжественное богослужение. В этот день в 11 часов утра было торжественное собрание в конгрегационном зале Киевской духовной академии, для чествования памяти св. просветителя России равноапостольного князя Владимира. Желающих быть на этом собрании было бесчисленное множество. Но вместительность зала не позволяло удовлетворить желание всех, стремившихся на это собрание.
К 15 июля «масса зданий была убрана роскошно: на многих окнах и балконах были выставлены бюсты государя императора, изображения князя Владимира, святой княгини Ольги, святых Кирилла и Мефодия и святого Николая Чудотворца. Утром 15 июля город был украшен по-праздничному». Город был расцвечен флагами и гирляндами с золотым инициалом равноапостольного князя Владимира. Как и было запланировано, торжественному крестному ходу предшествовала праздничная служба в Софийском соборе. В храме литургию совершали митрополиты Платон, Михаил и Митрофан вместе с двенадцатью архиепископами и епископами и другими представителями чёрного и белого духовенства.
Основные торжества начались рано утром 15 июля. По воспоминаниям Иеронима Ясинского:

Все шли к Днепру. Нарядные киевлянки или, как они сами себя называют, киянки шумели своими накрахмаленными синими, розовыми и белыми платьями, в сопровождении умытых и благообразных кавалеров. Не было ни одного печального лица. Ожидание торжества на всех наложило печать какой-то особой праздничной энергии. Извозчиков уже не видно совсем — их разобрали. Солнце весело продолжало светить, играя на штыках солдат, которые возле казарм составили ружья в козлы, в ожидании, когда им прикажут двинуться. Чувствовалось, что день будет жаркий. И, чтоб от пота не загрязнились цветные воротники, солдатики временно прикрыли их бумагой и повязали платками, что придавало им смешной вид.
На Крещатике народ буквально толпился. Двумя потоками, по обоим тротуарам, быстро шагала пёстрая толпа. Общее движение увлекло и меня, и я пошёл в ногу со всеми. Чем дальше, тем всё гуще и гуще становилась толпа.
Крещатик — одна из красивейших улиц Киевa. Впрочем, она могла бы сделать честь любой столице. Киевляне не позаботились украсить её цветами и гирляндами, как это было в приезд Государя. Только дума выставила щит с крестом из зелени и с цифрой 900. Зато флаги хлопали над головами — красные, белые и синие. Магазины были заперты. Улица имела торжественный вид.
Спустившись по Александровскому спуску, я отправился к пристани. Несмотря на толпу, порядок был образцовый. Показав свой билет, выданный мне из бюро городской управы, я вступил на палубу парохода «Могучий».
На пароходе было просторно, потому что пароход был городской, а не частный. Целая эскадра пароходов через несколько минут отчалила от берега, и нас разместили не в далёком расстоянии от деревянной часовенки с жёлтым не позолоченным крестом, выстроенной на берегу Днепра против памятника Крещения, для предстоящего водосвятия.
Величественная картина развернулась предо мной. Уже довольно высоко стояло солнце в совершенно безукоризненной небесной лазури. Справа, на крутой горе, возвышался памятник св. Владимира с крестом в руке. Зелёные склоны гор казались живыми от толпившегося по ним народа. Сначала было сделано распоряжение не пускать народ на откосы. Но когда народ стал прибывать, распоряжение это было отменено, может быть, потому, что не было сил привести его в исполнение — толпа состояла, по крайней мере, из 40 000 чел. — и вот празднество вдруг приобрело необычайно грандиозный и живописный вид. Эти горы можно было сравнить с колоссальными букетами цветов.
За часовенкой внизу горы, которая в древности называлась Чортовым-Беремищем, потому что на ней стояло капище славянского Юпитера, златоусого бога Перуна, — был устроен навес, павильон для почётных гостей, а от него, по направлению к памятнику св. Владимира, тянулась огромная эстрада для 4000 зрителей. Эстрада была наполнена людьми и находилась в постоянном движении — все разыскивали свои места. Наконец, мало по малу успокоились.
Прошло четверть часа, прошло полчаса, прошёл час. Солнце подымалось и палило своими, почти отвесными, лучами многотысячную толпу. Живость впечатления, произведённого на меня блестящею картиною и всей этой необычной обстановкой, постепенно стала исчезать.
В скуке ожидания проводить неподвижно под жгучим солнцем часы — как тогда казалось, бесконечные часы — было мучительно. Внимание на время проснулось, только когда заиграл военный марш, и на берегу Днепра, между эстрадой с одной стороны и войсками с другой, проскакал со своей свитой генерал-губернатор Дрентельн — тучный, небольшого роста, старик в Андреевской ленте через плечо и в серой меховой шапке. Он поздоровался с солдатами и поскакал назад — на встречу процессии духовенства с митрополитом Платоном во главе, которая, но всей вероятности, уже подвигалась по направлению к Днепру, по окончании богослужения в лавре.
Однако ждать пришлось ещё долго. Опять скука томления, опять живые краски великолепной картины вдруг точно полиняли от солнечного зноя! Ветра не было. Тишина стояла мёртвая. Порядок во всем образцовый. Глаз жаждал разнообразия; единственное в своём роде зрелище, которое с парохода представлялось особенно величавым, стало казаться обыденным, неинтересным. Поэтому на пароходе все оживились, когда в воду с берега упала собачка и никак не могла выкарабкаться назад. На неё направились бинокли, она возбудила к себе всеобщее сочувствие. Она пошла ко дну. Ах, бедняжка!.. Но вот собачка опять показалась на поверхности воды. Городовой, стоявший на берегу, схватил её за шиворот и бросил на песок. Слава Богу, собачка спасена!

Сами торжества омрачила смерть 68-летний Александра Романовича Дрентельна, генерал-губернатора киевского, подольского и волынского, упавшего во время парадного смотра войск утром 15 июля с лошади головой вниз. Информация об этой трагедии, быстро распространившись по городу, значительно омрачила отмечаемое в Киеве празднество. Появилось даже предложение отменить устроенный городом обед для гостей торжеств. Однако К. П. Победоносцев заявил, что «искренно соболезнуя о горестном событии, он не находит возможным отменить программу празднества, имеющего громадное значение для всего славянского мира, празднества, равного которому нет в нашей истории по его влиянию на личную, общественную и государственную жизнь народа».
По окончании литургии торжественная процессия с иконами и хоругвями, знамёнами и цеховыми знаками двинулась под колокольный звон Софийского собора к памятнику князю Владимиру. Около монумента, сооружённого в 1853 году, была совершена лития. После этого крестный ход по Александровской горе продолжил своё движение, где к нему примкнули крестные ходы из других лаврских и киевских церквей, и остановился у приготовленной на берегу Днепра купели. К этому времени тысячи людей уже заполнили все площади, вершины городских холмов и крыши домов, а на Днепре скопилось множество судов, в том числе 20 больших пароходов, переполненных публикой. Войска, согласно распоряжению императора, стояли шпалерами вдоль улиц, по которым следовала процессия.
Как вспоминал Иероним Ясинский, следивший за событиями с катера:

Но что это там, на горе? Я делаю над собою усилие, прогоняю от себя кошмар, навеваемый на меня нестерпимым зноем, и смотрю в бинокль: около памятника св. Владимира уже искрились кресты и хоругви крестного хода. Четыре огромные кадильницы курились вокруг памятника, и лёгкий дымок их поднимался вверх столбообразною спиралью.
Около получаса продолжалось шествие духовенства. Их ризы блестели па солнце, лёгкое облако дыма и пыли окутывало процессию, а в воздухе над ней колебались серебряные и золотые хоругви. Медленно, с пением, торжественные отголоски которого доносились к нам на пароход, вступило шествие на площадку перед часовенкой.

По окончании водоосвящения было провозглашено многолетие государю и всему царствующему дому, Святейшему Синоду, всему священному клиру, правительствующему синклиту, христолюбивому воинству и всем православным христианам, после чего прозвучал 101 выстрел при колокольном звоне во всех киевских церквях.
Киевское празднество продолжилось в три часа дня заранее запланированным обедом в зале купеческого собрания. На нём было около тысячи гостей, но многие из приглашённых, поражённые внезапной смертью Дрентельна, не сочли возможным присутствовать на событии. В своей речи на обеде К. П. Победоносцев заявил:

Сегодня празднуем мы память благоверного, равноапостольного князя Владимира, того, кто привёл себя и весь народ свой к крещению в водах днепровских, которая послужила купелью нашего спасения. Едва ли где когда столь мирным и бескровным путём вождь народный приводил людей своих в веру Христову, и не лишено значения, что у нас сельские жители издавна носят название христиан, тогда как на западе называются доселе по преданию именем язычников… Издревле послушен русский народ своим князьям, потом государю. Единодержавие, возросшее у нас вместе с церковью, укрепило, собрало и спасло государственную целостность Русской земли и создало Государство Российское.

16 июля было отведено под осмотр прибывшими главных достопримечательностей города, а также на этот день была назначена экскурсия на пароходах в Межгорье, Вышгород и Китаевскую пустынь.
17 июня должна была состояться прогулка на пароходах по Днепру, в ходе которой планировалось запустить фейерверк. Но за час до отхода внезапно начался проливной дождь, не только задержавший начало прогулки, но и вообще поставивший под сомнение возможность её проведения. Пароходы всё же двинулись, но фейерверк, размещённый городскими властями вдоль пути следования пароходов с гостями, промок и был запущен только кое-где. 19 и 20 июля основная масса гостей стала покидать Киев.
В общей сложности на празднование съехалось и пришло в качестве странников и паломников свыше 20 тысяч человек и до 400 почётных гостей.

### Петербург
Петербург, как столица России отпраздновал 900-летие Крещения России с «подобающим величием». В Санкт-Петербурге главным участником торжества являлись монарх и члены императорской фамилии, что само по себе придало особый статус празднеству.
Для юбилейных торжеств в столице был разработан специальный церемониал: их средоточием стал Князь-Владимирский собор. В него были доставлены чудотворные и особо чтимые иконы из многих петербургских храмов, и после литургии общегородской крестный ход направился отсюда через Тучков и Николаевский мост на водосвятие к Медному всаднику.
15 июля грандиозный крестный ход из Князь-Владимирского собора прошёл через центр города на Дворцовую площадь, где был отслужен благодарственный молебен по случаю праздника. Величественная духовная процессия, сгруппированная из 8 отделений, растянулась почти на две версты.
Император поздоровался с войсками, участвовавшими в церемонии, а затем он и особы императорской фамилии сели в экипажи и отбыли на яхту «Александрия», которая пошла в Петергоф. Само празднество продолжалось до глубокого вечера.

### Москва
Москва, по мнению «Московских ведомостей», была «после Киева первым русским городом, стяжавшим себе вечную славу насаждением и укреплением православия в России. Ввиду этого участие Москвы в праздновании девятисотлетнего существования православия в России имело такое же первостепенное значение, как и участие Киева».
15 июля от храма Христа Спасителя к Успенскому собору Кремля отправился многочисленный крестный ход, а затем после литургии состоялось ещё одно шествие со святынями к Москве-реке.

### Херсонес Таврический
Празднование 900-летия крещения Руси в Херсонесе было необычайно торжественно. Там ещё в 1827 году были найдены руины того храма, где, как считалось, принял крещение князь Владимир. Остатки стен его на метр высотою облицованы сверху мрамором. Отрытый храм и купель, который начали строить ещё в 1861 году, производили сильное впечатление. Точно вышедший из-под земли, тяготевшей над ним целые века тяжёлым пластом, храм напоминал молящимся о великом далёком событии, происшедшем в нём.
15 июля 1888 года при большом стечении народа был освящён нижний храм в честь Рождества Богородицы, середину которого занимали остатки древней церкви, в которой крестился князь Владимир.
На южной и северной стенах этого нижнего храма были картины крещения кн. Владимира и крещения киевлян. Открытая купель, каменная ванна, позже была заложена пред алтарём, на правой стороне храма; над ней был поставлен мраморный памятник, на котором лежит в драгоценной оправе частица мощей св. кн. Владимира, и сделана надпись, что здесь место крещения князя Владимира.
В том же году в Симферополе вышел отчёт протоиерея Иоанна Павлиновича Знаменского о праздновании «Описание бывшего 15 июля 1888 г. в Херсонисе Таврическом празднования 900-летнего юбилея со времени Крещения св. кн. Владимира и русского народа» Симферополь.

### Екатеринослав
В Екатеринослав 14 июля накануне праздника во всех церквях состоялось всенощное бдение с чтением акафиста равноапостольному князю Владимиру. В самый же день праздника Божественная литургия была совершена в кафедральном соборе епископом Екатеринославским и Таганрогским Серапионом. Затем крестный ход направился к Успенскому собору. Оттуда народ направился на Иордань, устроенную близ дамбы бывшего наплавного моста через Днепр. Водоосвящение совершил епископ Серапион. Ближайшим к нему лицом при этом был екатеринославский губернатор Дмитрий Батюшков. От Иордани крестный ход направился вновь на Успенскую площадь, где состоялся молебен.
В тот день Екатеринослав с раннего утра расцвёл флагами. С колоколен городских церквей весь день раздавался звон, что в городе случалось совсем нечасто.
В три часа дня в зале губернской земской управы торжественно открыли Епархиальное братство святого и равноапостольного князя Владимира, действовавшее при духовной семинарии.
В полдевятого вечера в здании цирка на Качельной площади устроили бесплатное чтение для детей — учеников городских училищ. Им раздали жизнеописание святого Владимира. В городском саду (ныне парк Лазаря Глобы) проходило большое народное гулянье.
В тот же день Екатеринославская опереточная труппа поставила оперу Алекея Верстовского «Аскольдова могила» (1835).
Юбилейные торжества в городе длились ещё несколько дней. В воскресенье, 17 июля на Острожной площади комиссия народных чтений проводила чтения с теневыми картинами, относящимися к празднованию 900-летия крещения Руси.

### Астрахань
8 июня 1888 года Городская Дума под председательством городского головы В. М. Лазаревского приняла решение о строительстве храма-памятника в честь князя Владимира в 6-м участке города Астрахани, где в то время проживало около 11000 православных жителей и был только один небольшой Иоанно-Златоустовский храм. Была составлена особая строительная комиссия, состоящая из гласных Городской Думы, которая избрала место для строительства храма на берегу Затона.
15 июля 1888 года, в день празднования памяти святого равноапостольного князя Владимира и день, когда по решению Святейшего Синода отмечалось торжественное событие 900-летия Крещения Руси, в Астрахани из всех церквей был совершён крестный ход на избранное для строительства нового храма место. Здесь Астраханским епископом Евгением (Шерешиловым) было совершено молебствие с водосвятием и освящением места. Был организован конкурс для выбора лучшего проекта храма.

## Оценки и итоги

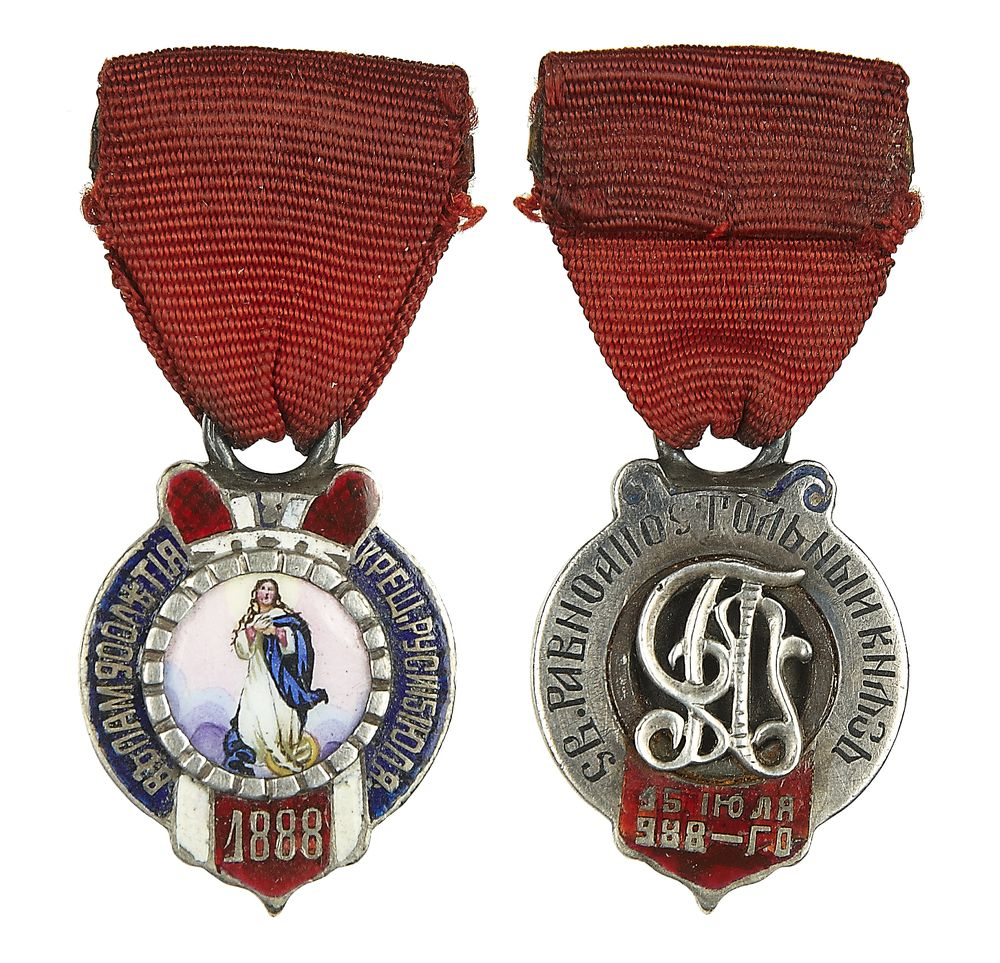
Жетон «В память 900-летия крещения Руси. 988—1888 гг»

Крупнейший до революции церковный юбилей подробно освещался в прессе: об исторических основаниях празднования девятисотлетней годовщины крещения Руси и о центральных мероприятиях юбилейных торжеств рассказывали «Церковные ведомости» и «Прибавления» к ним, издание Санкт-Петербургской духовной академии «Церковный вестник», «Киевские епархиальные ведомости». За юбилеем внимательно следили крупнейшие политические газеты. Особенное внимание ему уделяли два главных идеологических и в то же время неофициозных издания времени царствования Александра III — газеты «Московские ведомости» и «Гражданин». В праздничных передовицах и простых сообщениях этих газет, помимо рассказов о юбилейных церемониях, был выражен близкий к официальному взгляд на торжество. Другие периодические издания также передавали многие подробности происходившего по всей империи празднества. Кроме того празднование нашло отражение в мемуарах очевидцев и участников торжеств. Рефреном во время торжеств звучала мысль о недопустимости забвения исторического значения крещения Руси для судьбы России. Издания охранительной направленности убеждали в живительной силе союза Церкви и государства, служившего в их представлениях отличительной особенностью русской нации.
Как отмечал в своих мемуарах Сергей Ярон, свидетель торжеств в Киеве: «Несмотря на неизбежную поспешность, с которой велись приготовления, всё же празднество, в общем, прошло блестяще; оно было совершено с торжественностью, достойною этого великого события в жизни русского народа: к Киеву в дни празднования было обращено внимание и сочувствие всего православного мира».
Даже скептически настроенный к юбилею князь Владимир Мещерский, вопрошавший «Откуда и почему во изменение существующего во всём мире обычая со времён его начала праздновать известные юбилеи, начиная с 50-летия, в 100, 500, 1000 и т. д. лет, в Киеве вдруг празднуется небывалый нигде в мире 900-летний юбилей?», признавал, что «всякое торжество во славу нашей матери-Церкви есть отрадное событие в нашей народной жизни и не только не может иметь вредных последствий, даже если оно не совсем правильно мотивировано, но, напротив, ничего, кроме пользы, принести не может, хотя бы уже тем, что на время привлекает к церкви и церковному то внимание, те чувства и вообще ту духовную жизнь, которую, увы, жизнь светская и жизнь интеллигентная так сильно отрывают от церкви в остальное, будничное время».
900-летие должно было предвосхищать будущий 1000-летний юбилей Крещения Руси. 15 июля в дневнике главного редактора были процитированы слова митрополита Платона (Городецкого), сказанные лицу, передавшему их в «Гражданин»: «А потому что давно бы следовало праздновать, и если не молились Богу за сто лет после крещения, то отчего не поблагодарить Бога 900 лет после. Пусть это будет приготовлением к тысячелетию, как повечерие перед литургией».
Историк Алексей Буслаев пишет, что несмотря на различные оценки этого юбилея в прессе, «общественный отклик на юбилей крещения Руси придал этому празднованию, изначально казавшемуся сугубо религиозным по своему содержанию, статус события, имеющего большую политическую важность. Легендарный выбор святого Владимира подавался как судьбоносный не только для духовного и нравственного мира русского народа, но и для установления формы его церковной организации и государственного правления. Празднование девятисотлетия крещения Руси давало повод лишний раз вспомнить о крестителе Руси — святом Владимире — как не только об объединителе страны, но и просветителе, подчеркнуть роль православной веры и Церкви в жизни Русского государства».
По оценке современного историка Алексея Буслаева: «Грандиозными религиозными церемониями, привлекавшими к себе внимание огромных масс народа, девятисотлетняя годовщина крещения Руси объективно способствовала усилению церковного воздействия на общество. <…> Символика исторически сложившегося и укреплявшегося на протяжении всех девяти прожитых веков союза государства и Церкви была призвана утвердить в мысли об отсутствии необходимости в каких-либо государственных изменениях. Так должен был формироваться взгляд на развитие в духе консервативных ориентиров как наиболее подходящее для России, нежели реформаторство эпохи Александра II. Факты, свидетельствующие об общественном отклике на торжества в связи с юбилеем крещения Руси, позволяют сделать вывод лишь о том, что, по крайней мере на протяжении самого празднования, церковное воздействие на общество действительно усилилось».
Подводя итог торжествам в Киеве, канадская исследовательница Хэзер Колман пишет: «анализ истории проведения киевских торжеств не позволяет утверждать, что это мероприятие было некоей целенаправленной акцией Победоносцева. Скорее, оно явилось результатом разнонаправленных усилий различных элементов в русском обществе и церковных кругах. Обер-прокурор лишь пытался скорректировать те или иные аспекты процесса, развитие которого носило во многом стихийный характер. <…> Сторонники церковных реформ надеялись, что торжества в Киеве подготовят почву для созыва поместного собора. Панслависты полагали, что эти торжества помогут выявить ведущую роль России в мире славянства. Активисты городской думы рассчитывали показать, как далеко продвинулся в последние годы Киев по пути превращения в современный процветающий город. Сторонникам малороссийской (украинской) идентичности было важно ещё раз подчеркнуть значимость того вклада, который внёс Киев в дело защиты православия. Сочетание этих различных, зачастую противоречивых устремлений и создало тот образ празднеств, который остался в сознании современников и потомков».
Впрочем, несмотря на широкий размах празднований, празднования тысячелетия России и девятисотлетия крещения Руси не приковывали к себе повышенного внимания исследователей. Хотя оценочные акценты и исследовательское внимание историков, занимающихся эпохой Александра III, неоднократно менялись и пересматривались, торжества по случаю девятисотлетия крещения Руси, как правило, оказывались за пределами изучения этого периода или обозначались лишь в самых общих чертах. Не изменило ситуацию и празднование 1000-летия Крещения Руси, которое имело широкий общественный резонанс. И лишь церковно-государственные мероприятия, посвящённые 1020-летию крещения Киевской Руси на Украине вернули интерес исследователей к событиям 120-летней давности.